# Basili Iermakov
Basili Iermakov   (Cierucha, 27 de febrer de 1845 (Julià) - Kíiv, 16 de març de 1922) va ser un matemàtic rus.
Iermakov va estudiar a la Universitat de Kíiv, en la qual es va graduar el 1873. En començar 1874, va ser escollit professor ajudant de la mateixa universitat, on va romandre vint-i-cinc anys. El 1884 va fundar la Журнал элементарной математики (Revista de Matemàtica Elemental) que va dirigir fins al 1886.
El 1909, a causa de l'edat i del deteriorament de la seva salut, va deixar la universitat per passar a donar classes a l'Institut Politècnic de Kíev, cosa que va fer fins al 1919. Iermakov, que patia d'una esclerosi, va viure en condicions materials difícils a les quals es afegir la pena per la mort de dos dels seus fills de tuberculosi.
Professor força estimat pels seus deixebles, les seves contribucions més significatives van ser en el camp de l'anàlisi matemàtica.